# Medanflugsnappare
Medanflugsnappare (Cyornis ruckii) är en akut utrotningshotad fågel i familjen flugsnappare som enbart är känd från hundra år gamla fynd på nordöstra Sumatra i Indonesien.

## Utseende
Medanflugsnapparen är en medelstor (17 cm), slank flugsnappare. Hanen är mestadels mörkblå (ljusare på panna, övergump och nedre delen av bröstet), på buken vit. Honan är brun ovan, övergående mot rostrött på övergump, bröst och stjärt. Strupe och buk är ljusare och mer åt beige. Näbb och ben är svarta. Liknande hanen vitstjärtad flugsnappare är större med ljusblå panna och tydligt vita yttre stjärtpennor, medan honan är vit på bröstet och stjärtsidorna. Hane azurflugsnappare är ljusare blå med kontrasterande mörk tygel och honan är dovare brun på buken. Artens läten är okända.

## Utbredning och status
Fågeln är endast känd från fyra exemplar insamlade 1917–1918 på nordöstra Sumatra. Ingen återstående ursprunglig skog finns kvar i området, vilket gör att arten kan ha minskat kraftigt till följd av habitatförstörelse. Internationella naturvårdsunionen IUCN listar den dock ännu inte som utdöd. Dels finns stora låglänta skogsområden där den inte har eftersökt, dels samlades exemplaren in i av människan redan påverkad skog, vilket tyder på att den kan tolerera visst skogsbruk. Eftersom den eventuella återstående populationen tros vara mycket liten, under 50 vuxna individer, kategoriseras den som akut hotad.

## Levnadssätt
Medanflugsnapparens levnadssätt är i stort sett okänd. Exemplaren samlades in på 150 och 250 meters höjd i "exploaterad skog". Det faktum att de samlades in i januari och april kan tyda på att de är övervintrande flyttfåglar och att de därför häckar någon annanstans. Att döma av morfologin håller den liksom sina nära släktingar troligen till i snårig undervegetation och igenväxande öppnare områden.

## Namn
Fågelns vetenskapliga artnamn rückii hedrar M. Rueck, en fransk resenär som samlade in typexemplaret. Medan är den största staden på Sumatra, administrativ huvudort för provinsen Sumatera Utara.